# Jarrad Branthwaite
Jarrad Paul Branthwaite (Carlisle, 27 de junio de 2002) es un futbolista británico que juega en la demarcación de defensa en el Everton F. C. de la Premier League de Inglaterra.

## Trayectoria
Tras formarse como futbolista en las categorías inferiores del Carlisle United F. C. y debutar en el primer equipo, se marchó al Everton F. C. Finalmente el 12 de julio de 2020 debutó con el primer equipo en la Premier League contra el Wolverhampton Wanderers F. C. El encuentro finalizó con un resultado de 3-0 tras los goles de Leander Dendoncker, Diogo Jota y Raúl Jiménez. Tras un breve paso cedido en el Blackburn Rovers F. C., en la temporada 2021-22 formó parte del primer equipo del Everton F. C. En diciembre de 2021 renovó hasta 2025 y, después de haber completado la campaña con el conjunto de Liverpool, en julio fue cedido al PSV Eindhoven.

## Selección nacional
El 3 de junio de 2024 hizo su debut con la selección de Inglaterra en un amistoso ante Bosnia y Herzegovina que ganaron por tres a cero.

## Estadísticas

### Clubes
Actualizado al último partido disputado el 1 de diciembre de 2024.
| Club                              | Div.          | Temporada     | Liga  | Liga  | Copas nacionales | Copas nacionales | Copas internacionales | Copas internacionales | Total | Total |
| Club                              | Div.          | Temporada     | Part. | Goles | Part.            | Goles            | Part.                 | Goles                 | Part. | Goles |
| --------------------------------- | ------------- | ------------- | ----- | ----- | ---------------- | ---------------- | --------------------- | --------------------- | ----- | ----- |
| Carlisle United F. C. Inglaterra  | 3.ª           | 2019-20       | 9     | 0     | 5                | 1                | —                     | —                     | 14    | 1     |
| Carlisle United F. C. Inglaterra  | Total club    | Total club    | 9     | 0     | 5                | 1                | 0                     | 0                     | 14    | 1     |
| Everton F. C. Inglaterra          | 1.ª           | 2019-20       | 4     | 0     | 0                | 0                | —                     | —                     | 4     | 0     |
| Everton F. C. Inglaterra          | 1.ª           | 2020-21       | 0     | 0     | 1                | 0                | —                     | —                     | 1     | 0     |
| Blackburn Rovers F. C. Inglaterra | 2.ª           | 2020-21       | 10    | 0     | 0                | 0                | —                     | —                     | 10    | 0     |
| Blackburn Rovers F. C. Inglaterra | Total club    | Total club    | 10    | 0     | 0                | 0                | 0                     | 0                     | 10    | 0     |
| Everton F. C. Inglaterra          | 1.ª           | 2021-22       | 6     | 1     | 2                | 0                | —                     | —                     | 8     | 1     |
| Jong PSV · Países Bajos           | 2.ª           | 2022-23       | 1     | 0     | —                | —                | —                     | —                     | 1     | 0     |
| Jong PSV · Países Bajos           | Total club    | Total club    | 1     | 0     | 0                | 0                | 1                     | 0                     | 1     | 0     |
| PSV Eindhoven · Países Bajos      | 1.ª           | 2022-23       | 27    | 2     | 4                | 2                | 5                     | 0                     | 36    | 4     |
| PSV Eindhoven · Países Bajos      | Total club    | Total club    | 27    | 2     | 4                | 2                | 5                     | 0                     | 36    | 4     |
| Everton F. C. Inglaterra          | 1.ª           | 2023-24       | 35    | 3     | 6                | 0                | —                     | —                     | 41    | 3     |
| Everton F. C. Inglaterra          | 1.ª           | 2024-25       | 6     | 0     | 0                | 0                | —                     | —                     | 6     | 0     |
| Everton F. C. Inglaterra          | Total club    | Total club    | 51    | 4     | 9                | 0                | 0                     | 0                     | 60    | 4     |
| Total carrera                     | Total carrera | Total carrera | 98    | 6     | 18               | 3                | 5                     | 0                     | 121   | 9     |

## Palmarés

### Títulos nacionales
| Título                        | Club          | País         | Año  |
| ----------------------------- | ------------- | ------------ | ---- |
| Supercopa de los Países Bajos | PSV Eindhoven | Países Bajos | 2022 |
| Copa de los Países Bajos      | PSV Eindhoven | Países Bajos | 2023 |